# Gianfranco Degli Schiavi
Gianfranco Degli Schiavi (Minturno, 2 ottobre 1953) è un allenatore di calcio ed ex calciatore italiano, di ruolo portiere.

## Carriera

### Giocatore
Cresciuto nel Taranto, vive la sua prima stagione da titolare in Serie D con il Manduria nel 1972.
Tornato al Taranto nel 1973, non gioca partite in campionato e nella stagione successiva milita nel Grottaglie, ancora in D.
Nel biennio 1975-1977 gioca due stagioni in Serie B: 26 presenze nella prima annata, 20 nella seconda in cui è titolare della porta degli jonici insieme a Raffaele Trentini.
Nel 1977 si trasferisce alla Salernitana in Serie C, per poi tornare nel Taranto per altre due stagioni da secondo portiere, intervallate da un anno in Serie D a Grottaglie; nel campionato di Serie B 1978-1979 è riserva di Zelico Petrovic mentre nella stagione 1980-1981 è il secondo di Walter Ciappi.
In carriera con la maglia del Taranto ha disputato complessivamente 47 partite (subendo 34 reti) in Serie B.

### Allenatore
Inizia la carriera da allenatore nella Serie C1 1988-1989 alla guida del Francavilla, ultima squadra in cui aveva militato da calciatore. A fine stagione non viene riconfermato, ma fa ritorno nella squadra brindisina nel 1991, restandovi per un biennio.
A partire dal 1993 fino al 2000 entra nello staff del Taranto come preparatore dei portieri.
Dal 2002 al 2005 è allenatore in seconda e preparatore dei portieri della Fidelis Andria.
Nel 2006 fa ritorno al Taranto, dove rimane tre stagioni e mezzo.
Dal 2009 al 2013 è nuovamente ad Andria, dove nella seconda parte della stagione 2010-2011, assume la guida della squadra, conducendola a una tribolata salvezza.
Negli ultimi anni si è dedicato prevalentemente al settore giovanile, con qualche piccola parentesi nei campionati minori.